# 库埃农河畔圣马克
庫埃農河畔圣马克（法語：Saint-Marc-sur-Couesnon，法語發音：[sɛ̃ maʁk syʁ kwenɔ̃]）是法国伊勒-维莱讷省的一个旧市镇，位于该省中东部偏北，属于富热尔-维特雷区。2019年1月1日，库埃农河畔圣马克和相邻的另外3个市镇合并为新市镇里沃迪库埃农（Rives-du-Couesnon）。

## 地理
库埃农河畔圣马克（48°18'14"N, 1°21'56"W）面积12.05 平方千米，位于法国布列塔尼大區伊勒-维莱讷省，该省份为法国西北部沿海省份，位于布列塔尼半岛东部，北濒大西洋，西接阿摩尔滨海省和莫尔比昂省，南至大西洋卢瓦尔省，西南端接曼恩-卢瓦尔省，东临马耶讷省，东北与芒什省接壤。
与库埃农河畔圣马克接壤的市镇（或旧市镇、城区）包括：拉沙佩勒圣欧贝尔、库埃农河畔梅济耶尔、圣旺德萨勒、圣索沃尔德朗德、圣伊莱尔德朗德、库埃农河畔圣让。
库埃农河畔圣马克的时区为UTC+01:00、UTC+02:00（夏令时）。

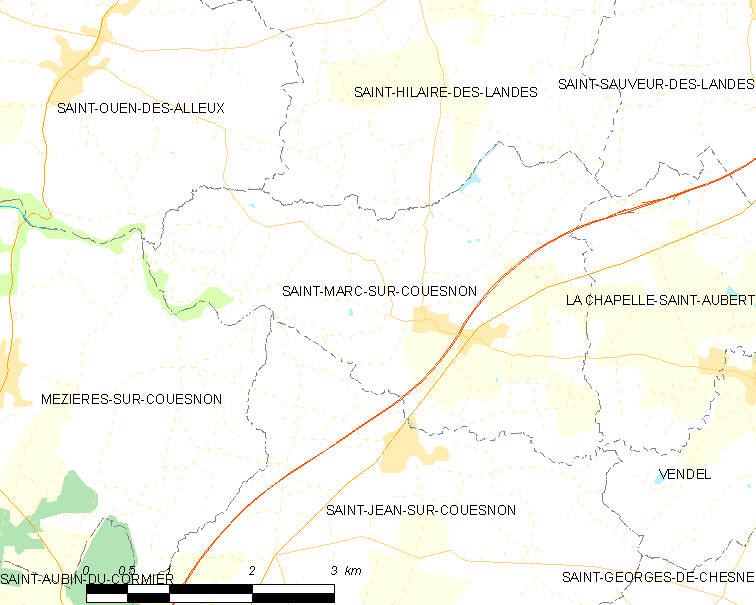
库埃农河畔圣马克的OSM定位图

## 行政
库埃农河畔圣马克的邮政编码为35140，INSEE市镇编码为35293。

## 政治
库埃农河畔圣马克所属的省级选区为富热尔第一县。

## 人口

1962-2008年间库埃农河畔圣马克人口变化图示

库埃农河畔圣马克于2018年1月1日时的人口数量为570人。